# 3. pěší divize Spojených států amerických

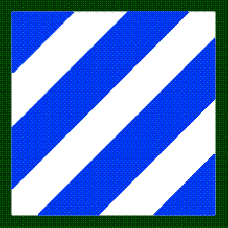
Znak 3. divize

3. pěší divize  je americká pěší divize. Sídlí ve státě Georgie.

## Historie

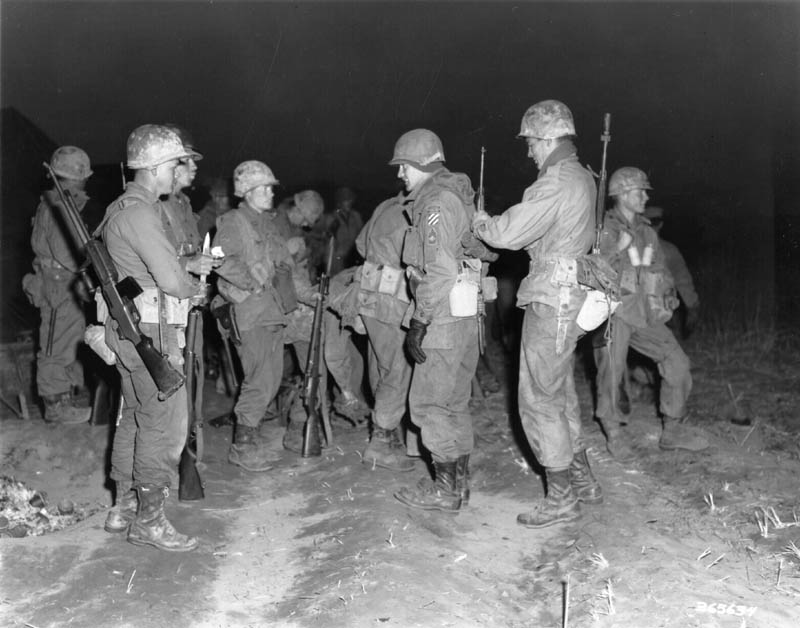
Vojáci třetí divize se připravují na hlídku u řeky Imjin (1951)

Vznikla v roce 1917 v Camp Greene v Severní Karolíně. Byla odeslána do Francie a zúčastnila se druhé bitvy na řece Marně.
Za druhé světové války bojovali její příslušníci v Severní Africe a účastnili se italského tažení. V srpnu 1944 se vylodili v jižní Francii.
V letech 1950–1954 bojovala divize v korejské válce. Vyznamenala se zejména osvobozením Soulu.
Od roku 1958 byla divize umístěna v Západním Německu. V roce 1961, po postavení berlínské zdi, se na čas přesunula do Západního Berlína, aby se Američané ujistili, že NDR nehodlá omezovat jejich přístup do města.
Třetí divize se rovněž účastnila misí v Iráku, Turecku, Egyptě, Bosně, Kosovu, Afghánistánu a Pákistánu.